# Гордеева, Катерина Владимировна
Катери́на Влади́мировна Горде́ева (род. 23 марта 1977, Ростов-на-Дону) — российская журналистка, кинодокументалист, писательница. Автор и ведущая YouTube-канала «Скажи Гордеевой». Автор книги «Унеси ты моё горе» (2023) о жертвах российской военной агрессии в Украине, соавтор книги «Время колоть лёд» (2018) об истории благотворительности в России.
В начале 2000-х годов получила известность в качестве репортёра НТВ. В 2012 году покинула телеканал в знак протеста против политики руководства.

## Биография

### Ранние годы
Гордеева настаивает на том, что она именно Катерина, а не Екатерина, поскольку так записано у неё в паспорте. По её словам, это имя было выбрано потому, что в её семье любили читать «Хождение по мукам» Алексея Толстого.
Мать из семьи Киршбаумов, которые принимали Максима Горького в Нижнем Новгороде. В результате революции 1917 года семья оказалась в Ростове-на-Дону.
Катерина Гордеева с медалью окончила математическую школу № 5 (ныне — Пятая гимназия) в Ростове-на-Дону. Но свою журналистскую деятельность Гордеева начала ещё до окончания школы. Мечтая быть детским хирургом, Катерина с 12 лет подрабатывает во время летних каникул санитаркой, сначала в отделении патологии беременности 20-й городской больницы Ростова-на-Дону, а потом — в отделении патологии новорожденных ростовского НИИ акушерства и педиатрии (НИИАП). О том, что увидела в отделении, где лежали новорожденные-отказники, 13-летняя Гордеева написала в газету «Вечерний Ростов». Вскоре ей предложили стать корреспондентом первого в Ростове-на-Дону частного издания, делового еженедельника «Город N».
Одновременно с этим Гордеева начинает сотрудничать с Молодёжной артелью Ростовского телевидения (МАРТ), работая с Кириллом Серебренниковым и Александром Расторгуевым. Предпринимает попытку учиться в Париже, окончила литературные курсы для иностранцев Сорбонны, но, по её словам, «перемены, происходящие на Родине, заставили вернуться».
В 1994 году учится в Ростовском государственном университете на факультете филологии и журналистики.
В 1999 году окончила факультет журналистики МГУ. В 2005 году дополнительно получила диплом специалиста истории искусств Школы Леонардо да Винчи (Италия).

### Карьера

#### 1994—2012
В 1994-м году по приглашению руководства телекомпании ВИD Гордеева оказывается в Москве. С 1995 по 1996 год работала редактором, корреспондентом и автором программы «Тема». Также работала в программе «Взгляд».
В 1997 году — автор программы «Родом из детства» (НТВ, ТВ Центр).
С 1997 по 1999 год работала парламентским корреспондентом итоговой аналитической программы «День седьмой» на канале «ТВ Центр» под началом Льва Бруни.
В 2001 году, вместе с командой Евгения Киселёва, ушедшей после разгона НТВ, Катерина Гордеева оказывается на телеканале ТВ-6, где работала параллельно с основной работой в русской службе Би-би-си под псевдонимом «Мария Рассказова».
В кадре и под своим именем (одновременно с редакторской работой) Гордеева начала работать в июне 2002 года на только что запущенном телеканале ТВС, который тогда начал вещание на частоте закрытого несколькими месяцами ранее канала ТВ-6. ТВС был основан журналистами, ранее работавшими на телеканалах НТВ и ТВ-6.
После закрытия ТВС в июне 2003 года по приглашению известного корреспондента и телеведущего Алексея Пивоварова Катерина Гордеева переходит работать в информационную редакцию НТВ. Первое время на НТВ Гордеева работала за кадром — писала подводки, договаривалась о съёмках сюжетов, помогала корреспондентам монтировать сюжеты. Работала редактором ежевечерней телепрограммы «Страна и мир» с Асет Вацуевой и Алексеем Пивоваровым.
С 2003 года работала корреспондентом Службы информации НТВ (программы «Сегодня», «Страна и мир», «Личный вклад» и «Намедни»). Стать корреспондентом ей предложила Татьяна Миткова.
В 2005 году Катерина Гордеева сняла документальный фильм «Рублёвские жёны» о жизни женщин за высокими заборами дач на Рублёвском шоссе. Его главной героиней стала Оксана Робски, автор романа Casual. После успеха фильма руководство НТВ пригласило Робски вести дневную программу «Для тебя», не очень долго продержавшуюся в эфире.
В 2006 году, после гибели Ильи Зимина, Николай Картозия позвал Гордееву в создающуюся Дирекцию праймового вещания НТВ. С осени 2006 года она становится специальным корреспондентом Дирекции праймового вещания и постоянным автором программы «Профессия — репортёр». В ноябре этого же года на НТВ вышел фильм-концерт «Запрещённые песни — 2» (ведущие — Сергей Шнуров и Иосиф Кобзон), автором сценария которого являлась Гордеева.
Самыми громкими фильмами цикла «Профессия — репортёр» авторства Гордеевой стали «Жизнь взаймы» (2005) — попытка реабилитации российских трансплантологов, чья работа была фактически парализована в связи со скандалом вокруг 20-й московской горбольницы, спровоцированным репортажем Аркадия Мамонтова; «Достучаться до небес» (2006, в соавторстве с Вадимом Такменёвым); «Саддам. Приглашение на казнь» (2007) — репортаж о казни Саддама Хусейна; «Люди добрые» (2007) — первое на федеральном ТВ исследование благотворительного сектора; «Взорванный маршрут» (2007) — репортаж о теракте в Тольятти; «Найти крайнего» (2008) — о людях, которых «делают» ответственными; «Уходя, гасите свет» (2009) — первый на федеральном ТВ фильм о паллиативной медицине; «Невский» (2009) — репортаж о крушении «Невского экспресса»; «Мы не овощи» (2010) — исследование протестных настроений в России; «Поколение Ноль» (2010) — первое в истории российского федерального ТВ исследование поколения, родившегося и выросшего после перестройки. В 2010 году также вышел её документальный фильм об избиении Олега Кашина в программе «Профессия — репортёр».
С 2008 по 2009 год — автор и ведущая проекта «Русские не сдаются!» на НТВ. В сентябре 2011 года полностью провела один из выпусков программы «НТВшники» вместо Антона Хрекова. В это же время работала корреспондентом в программе Вадима Такменёва «Центральное телевидение».
Параллельно с работой на НТВ с 9 ноября 2010 по 30 марта 2011 года вместе с Антоном Хрековым вела утреннюю информационную программу «Прайм-тайм» на радиостанции «Серебряный дождь».
В 2012 году Катерина Гордеева совместно с продюсером Софьей Гудковой и режиссёром Сергеем Ивановым снимает трёхсерийный документальный проект «Победить рак», в котором принимают участие известные люди, столкнувшиеся с болезнью: Михаил Горбачёв, Людмила Улицкая, Эммануил Виторган, Лайма Вайкуле, Мари Фредрикссон, а также ведущие российские и мировые онкологи. По мнению телекритики, «Победить рак» — первый в истории российского ТВ проект, достоверно и пронзительно, но в то же время точно, документально и научно рассказывающий о болезни, которая, так или иначе, коснулась каждого человека на планете. Девиз проекта — «Победить рак — значит победить страх. Вы имеете право знать». По признанию автора, в первую очередь, проект носил просветительский характер, имея своей целью разрушение привычных мифов и стереотипов о болезни. «Победить рак» был удостоен «Лавровой ветви» как лучший просветительский фильм. 
Проект «Победить рак» вышел в эфир НТВ в конце марта 2012 года. В апреле Катерина Гордеева покинула телеканал в знак протеста против демонстрации на канале фильма «Анатомия протеста» производства Дирекции правового вещания и против увольнений своих коллег, в числе которых было увольнение и Николая Картозии. Последнее появление Гордеевой на НТВ датировано 15 апреля 2012 года в ток-шоу «НТВшники» (выпуск «Прямая линия с Аллой Пугачёвой и Максимом Галкиным»).

#### 2012 — настоящее время
С мая 2012 года по приглашению Светланы Миронюк Катерина Гордеева работала в «РИА Новости», принимала участие в создании документальной дирекции и её проектов: «Открытый показ» и «Открытая лекция».
В декабре 2012 года состоялась премьера фильма «Девочки летят», снятого Гордеевой в соавторстве с режиссёром Дмитрием Альтшулером-Курчатовым. Фильм посвящён проблемам подросткового досуга в России. Фильм получил специальный приз UNESCO. 20 декабря того же года Гордеева стала ведущей «Последнего шоу на Земле» на тему предстоящего конца света, вышедшего в эфир на телеканале ТВ-3.
В 2013 году Гордеева выпустила книгу под названием «Победить рак».
В мае 2013 года Гордеева выпускает в издательстве «Захаров» книгу «Победить рак», продолжая заниматься темой преодоления людьми онкологических болезней после выхода на НТВ одноименного документального проекта. Книга вышла тиражом 10 тысяч экземпляров и имела подзаголовок: «Как справиться с отчаянием и найти в себе силы бороться с болезнью». 1 июня 2013 года была одной из ведущих специального телемарафона ко Дню защиты детей «Прощай, детский дом!» на телеканале «Дождь» (вместе с Ксенией Турковой, Еленой Погребижской и Екатериной Шерговой).
В декабре 2013 года, в связи с ликвидацией «РИА Новости» и его трансформацией в государственное агентство «Россия сегодня», Гордеева увольняется из агентства.
В январе 2014 года на «Первом канале» вышел двухсерийный документальный фильм «Голоса» — рассказ о детях блокадного Ленинграда, который Катерина Гордеева сделала в соавторстве с режиссёром Сергеем Нурмамедом. В феврале того же года в эфир выходит её авторское ток-шоу «Жизнь как чудо» на телеканале ТВ-3.
В 2015 году по заказу «Первого канала», в соавторстве с режиссёрами Сергеем Нурмамедом и Дмитрием Альтшулером-Курчатовым, Гордеева снимает фильм «Дети Иосифа», который должен был выйти в эфир к юбилею поэта Иосифа Бродского. Однако в эфире фильм показан не был. Показ «Детей Иосифа» стал специальным событием фестивалей «Меридианы Тихого» и «Артдокфест».
В 2015 году Катерина Гордеева получила вид на жительство в Латвии на основании покупки участка земли в Аматциемсе, где собирается поставить дом. Проживает с семьёй в Риге.
С 2014 года сотрудничала с изданием «Meduza» (с января 2016 — как спецкорреспондент издания), с 2013 года — с порталом Colta.ru, c 2015 года — с изданием «Правмир». Среди самых заметных её работ как интервьюера было отмечено интервью с вдовой Сергея Бодрова-младшего Светланой, записанное спустя пятнадцать лет после трагической гибели актёра.
В октябре 2017 года состоялась премьера документального фильма Гордеевой, выпущенного в соавторстве с Леонидом Парфёновым, — «#ЯПРОШЛА». В фильме рассказывается о нескольких девушках, столкнувшихся с раком груди, и о том, как важна ранняя диагностика этой болезни.
Летом 2018 года состоялась премьера тревел-шоу «Орёл и решка. Семья» телеканала «Пятница!», главными героями которого являются Гордеева, её муж Николай Солодников и их двое детей. В октябре 2019 года передача стала лауреатом премии ТЭФИ.
В августе 2018 года в соавторстве с журналистом Романом Супером сняла документальный фильм «Театральное дело» о деле Седьмой студии и Кирилле Серебренникове.
8 октября 2018 года Катерина Гордеева вместе с группой российских женщин посетила территорию Нагорного Карабаха по приглашению супруги премьер-министра Армении Никола Пашиняна Анны Акопян. 15 октября 2018 года объявлена персоной нон грата в Азербайджане «за грубое нарушение законодательства республики — незаконное посещение оккупированных территорий Азербайджана».
В конце 2018 года в соавторстве с актрисой и соучредителем фонда «Подари жизнь» Чулпан Хаматовой выпустила книгу «Время колоть лёд».
С сентября 2020 года — ведущая шоу на YouTube «Скажи Гордеевой» издания «Meduza», с которым сотрудничала прежде.
В мае 2021 «Скажи Гордеевой» становится самостоятельным шоу, из-за признания издания «Meduza» иностранным агентом. 4 ноября 2021 года в эфир вышло вечернее шоу «Вечерний Ургант» с участием Катерины и её мужа Николая Солодникова. В то же время снялась камео в скандальном сериале «Номинация».
В начале полномасштабного вторжения России в Украину в 2022 году Гордеева в течение нескольких недель ежедневно выпускала видео на своём канале.
Наибольшую известность получили видео интервью с телеведущей Светланой Сорокиной (6 млн просмотров), лауреатом Нобелевской премии Дмитрием Муратовым (4 млн просмотров), депутатом Государственной Думы Еленой Драпеко (3 млн просмотров), актёром Артуром Смольяниновым (9 млн просмотров).
2 сентября 2022 года Минюст РФ внёс Гордееву в реестр физических лиц — «иностранных агентов».
Является попечителем благотворительных фондов «Подари жизнь», АдВита и «МойМио», членом правления детского хосписа «Дом с маяком». Владеет английским, французским и итальянским языками.

### Общественная позиция
В декабре 2011 года подписала обращение деятелей культуры и медиа, в котором те призывали людей выйти на митинг «За честные выборы!» 24 декабря в Москве на проспекте Сахарова.
В марте 2014 года осудила аннексию Крыма и покинула с семьёй Россию.
В августе 2017 года вместе с рядом других деятелей российской культуры подписала поручительства за своего бывшего коллегу Кирилла Серебренникова, находящегося под следствием.
В феврале 2022 года выступила против вторжения России на Украину.

### Личная жизнь
В 2014 году Катерина Гордеева вышла замуж за основателя проекта «Открытая библиотека» Николая Солодникова, в октябре 2018 года запустившего YouTube-канал «#ещёнепознер».
Пара воспитывает четверых детей: Александру (2010), Георгия (2011), Якова (2015) и Елизавету (2016).

## Фильмография
- 2024 — «Нас не так много»
- 2024 — «Сорвался — и повис на верёвочке»
- 2023 — «Государству нельзя сказать "нет"» // «Скажи Гордеевой»
- 2022-2023 — Спецпроект «Скажи Гордеевой»: «Зачем вы пустили детей? Это же спецоперация», «Господи, не останови мне сердце», «Возьми деньги, пока дают»
- 2022 — «Человек и война»
- 2022 — «Мамы больше не будет». Женщины ГУЛАГа // «Скажи Гордеевой»
- 2020 — «Холодное лето девятнадцатого»
- 2020 — «Альбина Назимова. 25 лет без Листьева»
- 2020 — «Афган. Человек [не] вернулся с войны»
- 2019 — «Норд-Ост. 17 лет»
- 2018 — «Театральное дело. Как Серебренников потратил 218 миллионов» (в соавторстве с Романом Супером)[75]
- 2017 — «Человек из ниоткуда» (с Алексом Гилбертом)[76]
- 2017 — «Измени одну жизнь» (документальный сериал по заказу благотворительного фонда «Измени одну жизнь»)[77]
- 2017 — «#ЯПРОШЛА» (в соавторстве с Леонидом Парфёновым, студия «Намедни» и Центр документального кино по заказу фонда «Генезис»)
- 2015 — «Дети Иосифа» («Кухня № 1» по заказу «Первого канала»)
- 2014 — «Голоса» («Кухня № 1» по заказу «Первого канала»)
- 2012 — «Девочки летят» (ООО «Новая жизнь» по заказу проекта «Страна детей»)
- 2012 — «Победить рак» (НТВ)
- Из цикла «Профессия — репортёр», НТВ[78]:

2011 — «Беби-бунт»
2010 — «Поколение НОЛЬ»
2010 — «Мы не овощи»
2009 — «Невский»
2009 — «Дальше — тишина»
2009 — «Уходя, гасите свет»
2008 — «Русские не сдаются!»
2008 — «Русское евро»
2008 — «Точка кипения»
2008 — «Если наступит завтра»
2008 — «Минуты славы»
2007 — «Обыкновенное чудо»
2007 — «Мир позитива»
2007 — «Куда уводят детство»
2007 — «Найти крайнего»
2007 — «Взорванный маршрут»
2007 — «Адреналин»
2007 — «Руссо туристо»
2007 — «Цирк под звёздами»
2007 — «Люди добрые»
2007 — «Город, которого нет»
2007 — «Саддам. Приглашение на казнь»
2006 — «Достучаться до небес»
2005 — «Жизнь взаймы»
2005 — «Рублёвские жёны»

## Награды
Трёхкратная лауреатка премии «Профессия — журналист» фонда «Открытая Россия»:
- в 2018 году совместно с Романом Супером получила дополнительный приз за документальный фильм-расследование «„Театральное дело“: как Серебренников потратил 218 миллионов»[79];
- в 2021 году в номинации «Интервью/Портрет», «За всю серию интервью "Скажи Гордеевой" 2021 года»[80].
- в 2024 году в номинации «Интервью/Портрет», за материал «Яшины: "Кончится режим — кончится срок"» (интервью с родителями Ильи Яшина)[81][82].

Пятикратная лауреатка ежемесячной журналистской премии «Редколлегия»:
- в январе 2018 года за статью «Дело абсурдное и явно показательное», вышедшую в издании «Православие и мир»[83],
- в августе 2018 года совместно с Романом Супером и Александром Уржановым за фильм «Театральное дело», вышедший на YouTube-канале «Амурские волны»[84],
- в ноябре 2019 года за фильм «Норд-Ост. 17 лет», вышедший на YouTube-канале «ещёнепознер»[85],
- в январе 2020 года за статью «Пятилетняя девочка всю жизнь провела в частной клинике — и никогда её не покидала. Так решили родители», вышедшую в издании «Медуза»[86],
- в марте 2022 года за интервью «Дмитрий Муратов: „Здорово определились добро и зло“», вышедшее на канале «Скажи Гордеевой»[87].

В августе 2022 года Катерина Гордеева получила премию имени Анны Политковской «Камертон» за последовательность в отстаивании принципов свободы слова, за честность, достоинство, гражданскую ответственность и человеческое сострадание.